# 愛を知らずに魔法は使えない
『愛を知らずに魔法は使えない』（あいをしらずにまほうはつかえない）は、日本のバンド・マカロニえんぴつのメジャー1作目（通算6作目）のミニ・アルバムである。

## 概要
前作『hope』以来約8ヵ月ぶりのアルバムリリースであり、マカロニえんぴつのメジャーデビュー作品である。

## 収録内容
| 全作詞・作曲: はっとり(5.のみ作曲:長谷川大喜)。 |                      |                                 |                                 |      |      |
| #                                               | タイトル             | 作詞                            | 作曲・編曲                      | 編曲 | 時間 |
| 1.                                              | 「生きるをする」     | はっとり(5.のみ作曲:長谷川大喜) | はっとり(5.のみ作曲:長谷川大喜) |      | 3:56 |
| 2.                                              | 「ノンシュガー」     | はっとり(5.のみ作曲:長谷川大喜) | はっとり(5.のみ作曲:長谷川大喜) |      | 2:24 |
| 3.                                              | 「溶けない」         | はっとり(5.のみ作曲:長谷川大喜) | はっとり(5.のみ作曲:長谷川大喜) |      | 4:40 |
| 4.                                              | 「カーペット夜想曲」 | はっとり(5.のみ作曲:長谷川大喜) | はっとり(5.のみ作曲:長谷川大喜) |      | 4:08 |
| 5.                                              | 「ルート16」         | はっとり(5.のみ作曲:長谷川大喜) | はっとり(5.のみ作曲:長谷川大喜) |      | 3:38 |
| 6.                                              | 「mother」           | はっとり(5.のみ作曲:長谷川大喜) | はっとり(5.のみ作曲:長谷川大喜) |      | 3:36 |

| #   | タイトル                   | 作詞 | 作曲・編曲 |
| --- | -------------------------- | ---- | ---------- |
| 1.  | 「hope」                   |      |            |
| 2.  | 「遠心」                   |      |            |
| 3.  | 「トリコになれ」           |      |            |
| 4.  | 「girl my friend」         |      |            |
| 5.  | 「ワンルームデイト」       |      |            |
| 6.  | 「溶けない」               |      |            |
| 7.  | 「ブルーベリー・ナイツ」   |      |            |
| 8.  | 「恋人ごっこ」             |      |            |
| 9.  | 「春の嵐」                 |      |            |
| 10. | 「ハートロッカー」         |      |            |
| 11. | 「愛のレンタル」           |      |            |
| 12. | 「洗濯機と君とラヂオ」     |      |            |
| 13. | 「ヤングアダルト」         |      |            |
| 14. | 「OKKAKE」                 |      |            |
| 15. | 「嘘なき」                 |      |            |
| 16. | 「ミスター・ブルースカイ」 |      |            |

## タイアップ
| 曲順 | 曲名         | タイアップ                                                          |
| ---- | ------------ | ------------------------------------------------------------------- |
| #1   | 生きるをする | テレビ東京系『ドラゴンクエスト ダイの大冒険』OP                     |
| #2   | ノンシュガー | テレビ東京系 ドラマ24『あのコの夢を見たんです。』オープニングテーマ |
| #3   | 溶けない     | 江崎グリコ Glicoセブンティーンアイス WEBムービー                    |
| #6   | mother       | テレビ東京系『ドラゴンクエスト ダイの大冒険』ED                     |